# علم مدينة سانت بطرسبرغ
علم مدينة سانت بطرسبورغ الفيديرالية الروسية هو من الرموز الوطنية للمدينة، فيدل على سيادتها الدستورية ووحدة سكانها وتراثها الثقافي تم اعتماده في 8 يونيو 1992 وبعد القرار 270 لمجلس سوفيت لينينغراد. عبارة عن خلفية حمراء في وسطها شعار المدينة [الإنجليزية]، ويتكون من مرساتان فضيتان (مرساة مفلطحة، ومرساة عنب)، وفي وسطهما صولجان ذهبي.
تتقاطع كلتا المراسي في مراكزها، حيث تكون المرساة البحرية على اليسار والمرساة النهرية على اليمين، وهي تعكس حقيقة أن المدينة بها موانئ نهرية وبحرية. ويكون الصولجان في المركز بين تقاطع المراسي. ويُظهر أن المدينة كانت العاصمة السابقة لروسيا.
اعتُمِد العلم في 6 سبتمبر 1991. النسبة الجانبية للعلم هي 2:3.

## وصلات خارجية
- على موقع FOTW اعلام العالم (باللغة الإنجليزية)